# Old time music
Old-time music (u old timey) es un género norteamericano de música folk con raíces en la música folk de países como Inglaterra, Escocia, Irlanda y países africanos.
Se desarrolla junto con bailes folclóricos de Norteamérica como square dance, buck dance, o clogging. El género también acompaña baladas y otras canciones folk. Los instrumentos que requiere son acústicos, generalmente una combinación de fiddle e instrumentos de cuerda pulsada como el banjo y la guitarra. En sus primeros tiempos fue conocido bajo el nombre de hillbilly.

## Instrumentación
La Old time music se apoya en una amplia variedad de instrumentos de cuerda. La instrumentación de un grupo old-time suele estar determinado únicamente por los instrumentos a los que se tiene acceso, así como por tradición. Los instrumentos más comunes son acústicos.
Históricamente, el fiddle -de origen europeo que solamente tocaban los descendientes de europeos -  fue casi siempre el instrumento que lideraba la melodía y, en muchas circunstancias (si no se podía conseguir ningún otro instrumento), los bailes se acompañaban de un solo fiddle, quien también actuaba como dance caller.
A principios del siglo XIX, el banjo -originario del oeste africano y tocado en un principio
solamente por descendientes de africanos, tanto esclavos como libres- se había convertido en un compañero esencial con el fiddle, particularmente en el sur de Estados Unidos. El banjo, originariamente un instrumento sin trastes y con frecuencia hecho a partir de una calabaza, tocaba la misma melodía del violín -aunque con un registro más bajo- mientras simultáneamente proveía de un acompañamiento rítmico gracias a su particular cuerda de menor longitud conocida como "drone string". El banjo que se utilizaba en la old-time es el modelo de cinco cuerdas sin resonador (abierto por detrás), que es el que se encuentra en la mayor parte de banjos.

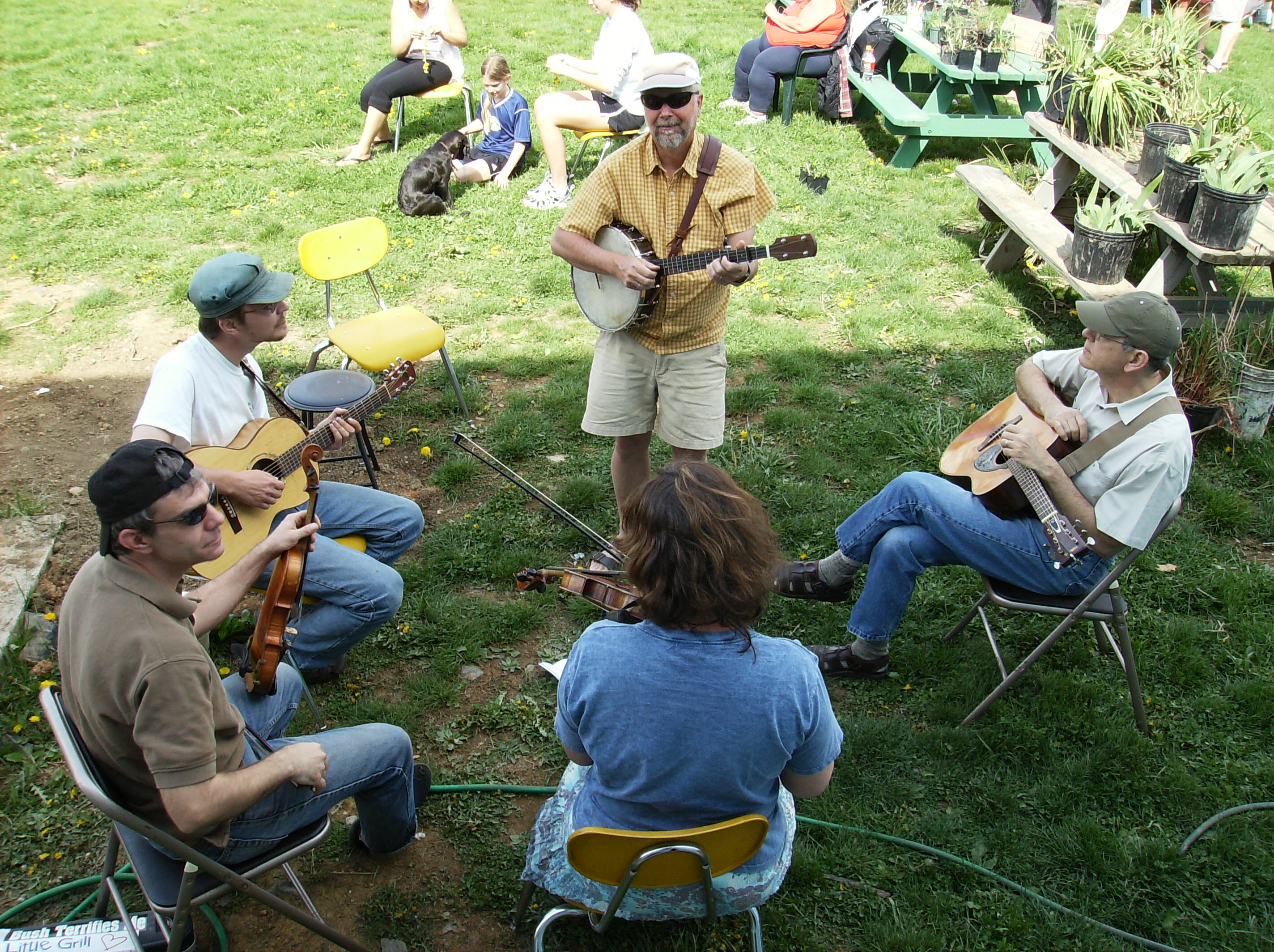
Banda de Old-time country tocando en Harrisonburg, Virginia.

Los músicos de hoy en día utilizan el estilo clawhammer, pero existen muchos otros antiguos, algunos de los cuales se tocan aún hoy y que -a grandes trazos- se agrupan por regiones. Los estilos más conocidos eran el "clawhammer" (con varios nombres), el "dos-dedos índice" (en el que el dedo que marca es el índice y se conoce como "North Carolina picking"), el "dos dedos" donde el dedo  pulgar dirige (usado en Kentucky y el este de Tennessee) y el "tres dedos fiddle style" que parece haber estado influenciado por el estilo clásico urbano de finales del siglo XIX.
Generalmente, un joven aprende del estilo que toquen sus mayores. El estilo en el que el violín toca la melodía principal y el banjo el acompañamiento rítmico es el más básico en la música old time de los Apalaches y la que la mayor parte de músicos de este estilo consideran "clásica".
Ya que tocar con más dedos supone ser capaz de ponerlos en más notas, muchos músicos aspiran a tocar los esilos de tres dedos. Estos estilos fueron desarrollados de forma independiente entre sí por figuras de la talla de Uncle Dave Macon, Dock Boggs y Snuffy Jenkins. Estos estilos tempranos, especialmente la técnica desarrollada por Jenkins, condujeron en la década de los años 1940 al desarrollo del llamado Scruggs style creado por Earl Scruggs, lo que ayudó a dividir entre los estilos "old-time" y "solo-centric" que acabaría conociéndose como bluegrass. Jenkins desarrolló un three-finger "roll" que, mientras claramente era parte de la tradición old-time, inspiró a Scruggs a desarrollar sus técnicas más suaves, rápidas y complejas que hoy en día son estándares del bluegrass.
Durante los siglos XIX y XX, comienzan a añadirse otros instrumentos de cuerda al dúo fiddle-banjo como la guitarra, la mandolina y el contrabajo (o washtub bass) que proveían un acompañamiento grave de cuerda (a veces también de melodía). Estos, junto con el Dobro, se consideran la instrumentación de bluegrass estándar, aunque el old-time tiende a tener una instrumentación y arreglos más escasos en comparación con el bluegrass. Esta u otra instrumentación, que a veces se conoce simplemente como "string band".
En casos aparecen también el violonchelo, piano, dulcémele, dulcémele de los Apalaches, banjo tenor, guitarra tenor, arpa de boca jug, armónica, jaw harp, concertina, acordeón, tabla de lavar, cucharas o huesos.

## Historia
Reflejando las culturas asentadas en Norteamérica, las raíces de la old-time music se encuentran en la música tradicional de las islas británicas (sobre todo inglesas y escocesas) e Irlanda, existiendo también algunas fuentes de procedencia francesa y alemana.

### El término
Aunque con orígenes en la música tradicional de Europa y África, la old-time music representa quizá la más antigua forma de música tradicional de Norteamérica, junto con la música nativa americana.
Fiddlin' John Carson realizó algunas grabaciones comerciales de la música country americana para el sello Okeh y resultaron éxitos. Okeh, que ya previamente había acuñado el término "hillbilly music" para describir a los artistas de los montes Apalaches, los violinistas de fiddle sureños y la música religiosa y "Race recording" para describir la música de las grabaciones de artistas afroamericanos, comienza a utilizar el término "Old time music" para describir la música grabada por artistas del estilo de Carson. El término, entonces fue originado como eufemismo, pero barrió a otros términos que la población local consideraba poco adecuados. Permanece así como término preferido por músicos y oyentes de esta música, y en ocasiones es escrito "old-timey" o "mountain music" por artistas ya consagrados.

### Otras fuentes
Durante finales del siglo XIX y principios del XX, el Minstrel, el Tin Pan Alley, el Góspel y otros estilos de música popular se incorporan al género. Por otra parte, mientras en todas las regiones de Estados Unidos sonaba una música similar en los siglos XVIII y XIX, desde el siglo XX se asocia con la región de los Apalaches.

### Revival
Algunos de los revivalistas más importantes  son Mike Seeger y Pete Seeger, quienes trajeron la música a New York City en la década de los años 1940. Los New Lost City Ramblers llevaron este revival a lo largo del país, incluyendo a otros músicos en sus shows. La banda estaba formada originariamente por Mike Seeger, John Cohen y Tom Paley.  Cuando Tom la abandonó, fue reemplazado por Tracy Schwarz.

## Festivales
Algunos de los festivales de Old-time music (incluyendo también bluegrass, baile y artes similares) son: el Old Fiddler's Convention en Galax, Virginia (desde 1935), el West Virginia State Folk Festival en Glenville, West Virginia (desde 1950), el National Oldtime Fiddlers' Contest en Weiser, Idaho (desde 1953), el Mount Airy Fiddlers Convention en Mount Airy, North Carolina (desde 1972), el Uncle Dave Macon Days en Murfreesboro (Tennessee),  el Vandalia Gathering en Charleston (Virginia Occidental) (desde 1977), el Appalachian String Band Music Festival en Clifftop, Fayette County, West Virginia (desde 1990) y el Breakin' Up Winter en Lebanon, Tennessee.

## Películas
- Appalachian Journey (1990). Original material recorded and directed by Alan Lomax. A Dibbs Directions Production for Channel Four TV in association with Alan Lomax. Presented by North Carolina Public TV. 1991 videocassette release of an episode from the 1990 television series American Patchwork: Songs and Stories of America.
- My Old Fiddle: A Visit with Tommy Jarrell in the Blue Ridge (1994). Directed by Les Blank. El Cerrito, California: Flower Films. ISBN 0-933621-61-2.
- New England Fiddles (1995). Produced and directed by John M. Bishop. A Media Generation production. Montpelier, Vermont: Distributed by Multicultural Media.
- Songcatcher (dir. Maggie Greenwald, 2000) is a film about a musicologist researching Appalachian folk music in western North Carolina.
- Sprout Wings and Fly (1983). Produced and directed by Les Blank, CeCe Conway, and Alice Gerrard. El Cerrito, California: Flower Films. ISBN 0-933621-01-9
- O Brother, Where Art Thou? (2000). Produced by Ethan Coen, Working Title Films, Studio Canal. Directed by Joel Coen.
- The High Lonesome Sound John Cohen's documentary about Kentucky musician Roscoe Holcomb.